# Vincenzo Italiano
Vincenzo Italiano (Karlsruhe, 1977. december 10.) olasz labdarúgó, edző. 2024 nyara óta a Bologna vezetőedzője.

## Pályafutása

### Játékosként
Italiano az olasz Trapani csapatában kezdett el futballozni. Játékosként számos olasz másod- és első osztályú csapatban futballozott (Hellas Verona, Genoa, Chievo Verona, Padova); több mint háromszáz alkalommal lépett pályára a másodosztályban, valamint száznégy alkalommal szerepelt bajnoki mérkőzésen a Serie A-ban. Kétszeres olasz másodosztályú bajnok. 2014-ben a harmadosztályú Lumezzane csapatától vonult vissza.

### Edzőként
Első vezetőedzői megbízását 2015-ben kapta az amatőr Vigontina San Paolo csapatánál. A 2018-2019-es idényben korábbi csapatát, a Trapanit irányította; a klubbal a szezon végén második helyen végzett a harmadosztályban, valamint a rájátszást megnyerve feljuttata a csapatot a Serie B-be. A 2019-2020-as idényt már a másodosztályú Spezia vedzőedzőjeként kezdte el, valamint az idény végén története során először feljuttatta a csapatatot az olasz élvonalba. A 2020-2021-es idényben sikerült a Speziat bent tartania az olasz élvonalban. 2021 nyarán kétéves szerződést írt alá a szintén élvonalbeli Fiorentina csapatával; a klubbal első idényében az olasz bajnokság hetedik helyén végzett, valamint a következő idényben az olasz kupa döntőjébe juttatta, illetve kvalifikálta a csapatot az Európa Konferencia Liga csoportkörébe. A Fiorentina sikerrel vette a Konferencia csoportkörét, és egészen a sorozat döntőjéig menetelt; a prágai döntőt végül az angol West Ham United csapata nyerte meg. A 2023–2024-es szezon után távozott a klubtól.
2024. június 5-én kétéves szerződést írt alá a Bologna csapatával, amelyhez július 1-jén csatlakozott. 2025. május 14-én ő irányítása alatt 1–0-ra legyőzték az AC Milant az Olasz Kupa döntőjében, ezzel 51 év után először nyerték meg a hazai kupát.

## Sikerei, díjai

### Játékosként
- Hellas Verona
  - Serie B bajnok: 1998–99
- Chievo Verona
  - Serie B bajnok: 2007–08

### Edzőként
- Fiorentina
  - UEFA Konferencia Liga döntős: 2022–23, 2023–24
  - Olasz kupa döntős: 2022–23

- Bologna
  - Olasz kupa: 2024–25